# Триполітанська ліра
Триполітанська ліра (англ. Tripolitanian lira, араб. ليرة طرابلسية) — грошова одиниця британської зони окупації Триполітанія у 1943-1951 та провінції Триполітанія Королівства Лівія у 1951-1952.

## Історія
У 1943 Італійська Лівія окупована британськими та французькими військами. У травні 1943 британське військове командування розпочало у Тріполітанії випуск грошових знаків у лірах, які були в обігу паралельно з італійською лірою. У Кіренаїці, також окупованій британськими військами, в обігу використовувався єгипетський фунт, а у Феццані, окупованому французькими військами - алжирський франк.
У тому ж році для використання на Африканському театрі бойових дій розпочато випуск білетів у пенсах, шилінгах та фунтах номіналом від 6 пенсів до 1 фунта. Грошові знаки випускалися в порівняно дрібних купюрах з розрахунком на якомога доступніший обіг їх на ринках. На ці знаки перед відправкою військ до Африки обмінювалися вся готівка в британській валюті номіналом 6 пенсів і вище. Надалі ці ж білети використовувалися при висадці на Сицилії та в Греції.
24 березня 1952 розпочато випуск лівійського фунта. Раніше грошові знаки, що були в обігу, обмінювалися по 24 червня 1952 на лівійські фунти у співвідношенні: 1 лівійський фунт = 0,975 єгипетського фунта = 480 лір = 980 алжирських франків.

## Банкноти
Випускалися банкноти 1, 2, 5, 10, 50, 100, 500, 1000 лір.